# 熊本市立川上小学校
熊本市立川上小学校（くまもとしりつ かわかみしょうがっこう）は、熊本県熊本市北区西梶尾町にある公立小学校。

## 沿革
- 1874年（明治7年） - 鹿子木小学校創立。
- 1875年（明治8年） - 小糸山小学校創立。梶尾小学校、飛田小学校創立。
- 1876年（明治9年） - 四方寄小学校創立。
- 1887年（明治20年） - 鹿子木小学校、小糸山小学校、梶尾小学校、四方寄小学校合併し鹿子木尋常小学校となる。
- 1889年（明治22年） - 鹿子木尋常小学校から小糸山尋常小学校が分離。
- 1890年（明治23年） - 鹿子木尋常小学校から御馬下尋常小学校が分離。
- 1894年（明治27年） - 小糸山尋常小学校と御馬下尋常小学校が合併し、明徳尋常小学校となる。
- 1898年（明治31年） - 鹿子木尋常小学校が明徳尋常小学校へ合併。
- 1941年（昭和16年）
  - 7月30日 - 御馬下尋常小学校と明徳尋常小学校が合併し、川上尋常小学校となる。
  - 7月31日 - 川上国民学校へ改称。
- 1947年（昭和22年） - 川上村立川上小学校へ改称。
- 1955年（昭和30年）7月1日 - 川上村が西里村と新設合併し北部村が発足。これに伴い、北部村立川上小学校へ改称。
- 1968年（昭和43年）4月1日 - 北部村が町制施行し北部町が成立。これに伴い、北部町立川上小学校へ改称。
- 1982年（昭和57年） - 北部町立北部東小学校開校に伴い、一部地域を校区から分離。
- 1991年（平成3年）2月1日 - 川上町が熊本市へ編入合併される。これに伴い、熊本市立川上小学校へ改称。

## クラブ活動

### 運動部
- 野球部
- サッカー部
- バレー部
- 女子バドミントン部
- 女子ミニバスケットボール部

### 文化部
- 音楽部